# Кузманич, Анте
А́нте Кузма́нич (хорв. Ante Kuzmanić, 12 июля 1807, Сплит — 10 января 1879, Задар) — хорватский писатель, врач, общественный деятель.
Получил медицинское образование и на протяжении 20 лет был профессором в Заре (ныне Задар), специализируясь в области акушерства и гинекологии. Кузманичу принадлежит первый хорватский учебник по акушерству (хорв. Šezdeset učenjah iz primaljstva za primalje, 1875), к которому был приложен первый же словарь хорватских медицинских терминов и народных выражений из области медицины.
Кузманич стоял у истоков хорватского литературного движения в Далмации. Он основал (1844) и до 1849 г. (с перерывом) редактировал первый в Далмации (и третий вообще) хорватский журнал «Заря Далматинская» (хорв. Zora dalmatinska). В 1848 г. им основано литературное товарищество «Славянская липа» (хорв. Slavjanska Lipa). В 1849—1855 и 1864—1866 гг. редактировал газету «Glasnik dalmatinski», в 1851 г. основал и первое время редактировал первый хорватский юридический журнал «Правдоноша» (хорв. Pravdonoša) — в этом случае, как и в случае с учебным пособием по акушерству, для Кузманича было принципиально важно создать прецедент полноценного обсуждения различных вопросов на хорватском языке. Кузманичу принадлежат лирическая поэма «Златка» (1856) и воспоминания (хорв. Spomen iz moga dnevnika).
Общественная и публицистическая деятельность Кузманича была направлена на формирование особой хорватской национальной идентичности и на подключение Далмации к общехорватскому культурному и национальному единству — противостоя, тем самым, иллирийскому движению, ратовавшему за единство южнославянских народов. Имя Кузманича носит медицинский институт в Задаре.